# Cratere Avan
Avan  è un cratere sulla superficie di Marte.